# روح هالووین: فیلم
روح هالووین: فیلم (به انگلیسی: Spirit Halloween: The Movie) فیلمی محصول سال ۲۰۲۲ و به کارگردانی دیوید پوآگ است. در این فیلم بازیگرانی همچون دوناوان کولان، ماریسا ریس، جیدن جی. اسمیت، دیلن مارتین فرانکل، ریچل لی کوک، کریستوفر لوید و مارلا گیبس ایفای نقش کرده‌اند.